# Mateusz Franciszek Radzikowski
Mateusz Franciszek Radzikowski herbu Ogończyk (zm. w 1780 roku) – pisarz ziemski łukowski w latach 1775–1780, wojski mniejszy łukowski w latach 1771–1775, skarbnik łukowski w latach 1770–1771, regent grodzki łukowski.
Deputat województwa lubelskiego na Trybunał Główny Koronny w 1779 roku.